# Lacanobia pulchellina
Lacanobia pulchellina är en fjärilsart som beskrevs av Adrian Hardy Haworth 1809. Lacanobia pulchellina ingår i släktet Lacanobia och familjen nattflyn. Inga underarter finns listade i Catalogue of Life.